# HMS Roberts (F40)
Pour les articles homonymes, voir HMS Roberts (homonymie) et F40.
Le HMS Roberts (pennant number F40), est un petit cuirassé de type monitor de la Royal Navy. Il est construit et mis en service au cours de la Seconde Guerre mondiale. Il est le premier de la classe Roberts, qui compte aussi le HMS Abercrombie (F109).

## Historique
Le Roberts participe à plusieurs opérations alliées pendant la Seconde Guerre mondiale en particulier pendant la bataille de Normandie. Parmi ces opérations on peut citer l'opération Windsor. 
Il est vendu pour la ferraille en 1965.